# Hipochondria

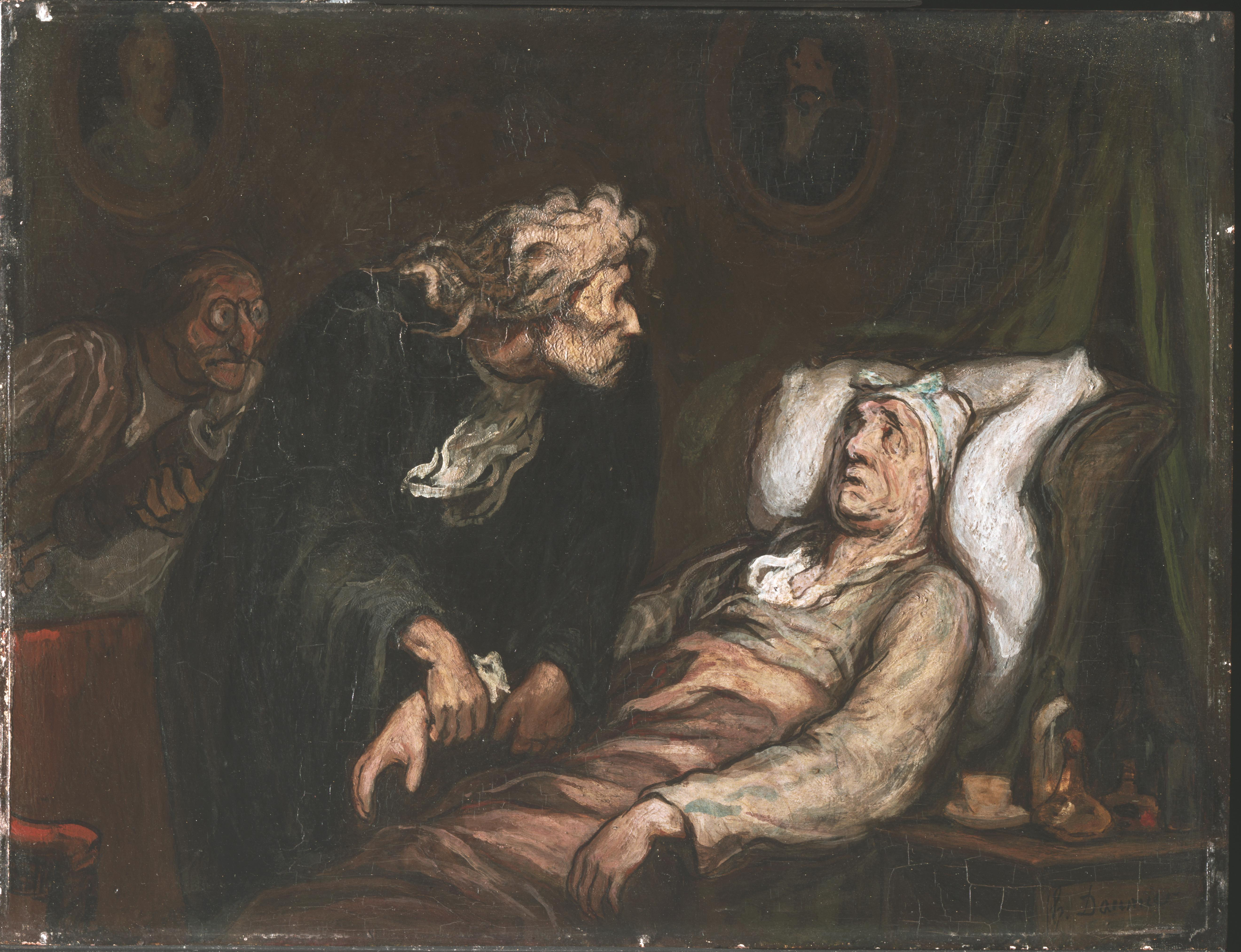
Honoré Daumier The Imaginary Illness (Wyimaginowana Choroba)

Hipochondria (łac. hypochondrium, gr. ὑποχόνδριον „brzuch” od ὑπο „pod” i χονδρός „chrząstka”) – zaburzenie somatoformiczne, którego dominującą cechą jest stałe, nieuzasadnione przekonanie o istnieniu przynajmniej jednej poważnej, postępującej choroby somatycznej. Osoba cierpiąca na hipochondrię ujawnia uporczywe skargi somatyczne lub stale skupia uwagę na ich fizycznej naturze. Normalne czy banalne doznania lub przejawy są często interpretowane jako nienormalne i świadczące o chorobie, a uwaga skupiona jest zwykle na jednym czy dwóch narządach albo układach ciała. Hipochondria często występuje w depresji lub towarzyszy jej lęk.
Historia dzieciństwa osób z zaburzeniem jest często bogata w doświadczenia urazów psychicznych, łącznie z przemocą i nadużyciami seksualnymi.